# Johan Coenen

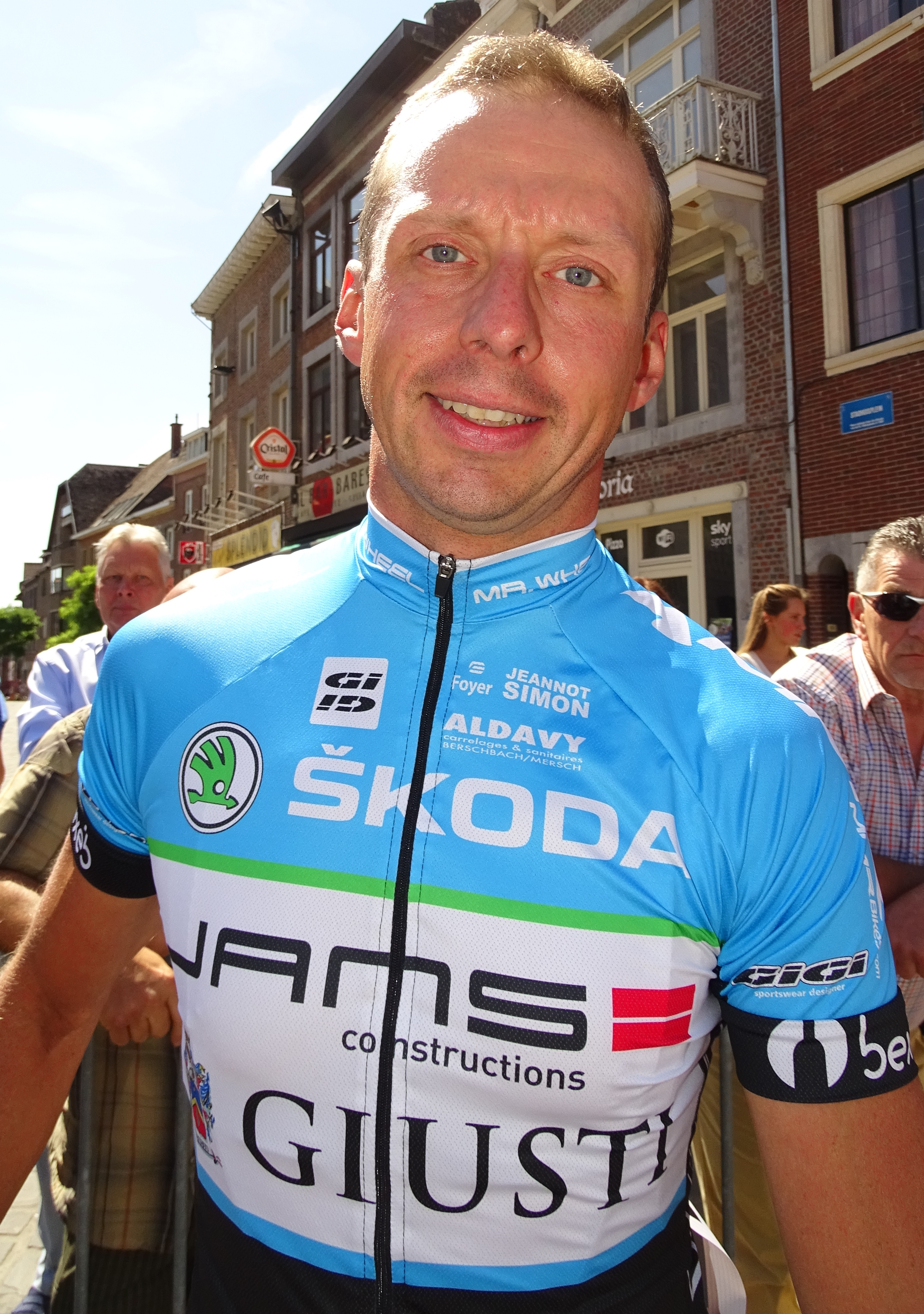
Johan Coenen (2015)

Johan Coenen (* 4. Februar 1979 in Sint-Truiden) ist ein belgischer Radrennfahrer.
Bei Rund um den Henninger-Turm wurde Johan Coenen 2004 Dritter hinter Karsten Kroon und Danilo Hondo. Ein weiteres gutes Resultat erzielte er in der darauf folgenden Saison beim Amstel Gold Race, wo er 17. wurde. 2006 gewann er für das belgische Professional Continental Team Unibet.com Ende Mai die Boucles de l’Aulne und wurde direkt im Anschluss siebter der Luxemburg-Rundfahrt. 2009 gewann er Omloop van het Waasland.

## Erfolge
2006
- Boucles de l’Aulne

2008
- Beverbeek Classic

2009
- Omloop van het Waasland

2013
- eine Etappe Tour de Singkarak
- eine Etappe Tour de la Guadeloupe

2014
- eine Etappe Tour de la Guadeloupe

## Teams
- 2002 Marlux-Ville de Charleroi
- 2003 Marlux-Ville de Charleroi
- 2004 MrBookmaker.com
- 2005 MrBookmaker.com
- 2006 Unibet.com
- 2007 Chocolade Jacques-Topsport Vlaanderen
- 2008 Topsport Vlaanderen
- 2009 Topsport Vlaanderen-Mercator
- 2010 Topsport Vlaanderen-Mercator
- 2011 Topsport Vlaanderen-Mercator
- 2012 Differdange-Magic-SportFood.de
- 2013 Differdange-Losch
- 2014 Differdange-Losch
- 2015 Differdange-Losch